# Никола Љешковић
Никола Љешковић (Богетићи, код Никшића, 15. јун 1916 — околина Тјентишта, 13. јун 1943), учесник Народноослободилачке борбе и народни херој Југославије.

## Биографија
Рођен је 15. јуна 1916. године у Богетићима код Никшића. Пореклом је био из сиромашне сељачке породице. Гимназију је учио у Никшићу. Због активног учешћа у демонстрацијама, 1. маја 1935. године, искључен је без даљег права на школовање. Потом се вратио у родни крај. У Пјешивцима, где су услови за живот били изузетно тешки, наставио је активни рад међу омладином. Марта 1936. године ухапшен је и спроведен у Никшић. У затвору није ништа признао, па су морали да га пусте, иако су га стално држали под присмотром.
Био је један од добровољаца који су кренули да се боре у Шпанском грађанском рату. Њихов одлазак је био осујећен и Никола је ухапшен у Чању код Бара. Годину дана касније, постао је члан Комунистичке партије Југославије. Уочи Другог светског рата, активно је учествовао у многим акцијама које су организовали никшићки и пјешивачки комунисти.
Априлски рат 1941. године затекао га је у Тивту, док је служио у морнарици. Избегао је заробљавање и вратио се у родни крај. Као један од активних организатора устанка у пјешивачком крају, од самог почетка оружаних акција је био међу првим устаницима. У првој борби у Пјешивцима, 14. јула 1941. године, истакао се као храбар борац. Истакао се и у борбама које су устаници водили на комуникацији Даниловград-Никшић, као и на другим местима. Био је добровољац у батаљону „Пеко Павловић“, који је комбинован од територијалних батаљона из састава Никшићког одреда. Овај батаљон је учествовао у борби на Пљевљима, 1. децембра 1941. године.
Крајем 1941. године, био је упућен у Херцеговину, и тамо остао до пролећа 1942. године. У пролеће 1942. године, постао је политички комесар чете у Омладинском батаљону Никшићког одреда. Овај батаљон је водио борбе у Васојевићима и приликом повлачења партизанских снага у правцу Пиве, у мају и јуну 1942. године.
Када је формирана Пета пролетерска бригада, 12. јуна 1942. године, Никола је постао комесар Друге чете Другог батаљона. На овој дужности остао је до новембра 1942. године, када је именован за комесара Другог батаљона Пете бригаде. Истакао се у борбама на Трескавици и Забрђу, у време похода Пете пролетерске бригаде и Херцеговачког партизанског одреда на простору од Сутјеске до Прозора. У лето и јесен 1942. године, такође се истакао у борбама за Фојницу, Јајце и у централној Босни.
За време Четврте непријатељске офанзиве нарочито се истакао у боју за Прозор, те у борбама за Коњиц, код Невесиња и Билеће. У Петој непријатељској офанзиви истакао се у бројним подухватима Пете пролетерске бригаде. Херојски је погинуо 13. јуна 1943. године, на Сутјесци.
Указом Президијума Народне скупштине Федеративне Народне Републике Југославије, 20. децембра 1951. године, проглашен је за народног хероја.